# Saint-Aubin-de-Crétot
Saint-Aubin-de-Crétot è un comune francese di 533 abitanti situato nel dipartimento della Senna Marittima nella regione della Normandia.

## Società

### Evoluzione demografica
Abitanti censiti